# トゥーレ陸橋
トゥーレ陸橋（トゥーレ北大西洋陸橋）は、イギリス諸島とグリーンランド中央部を結んでいた陸橋で、現在は大西洋の下に沈んでいる。この陸橋はサネティアンに出現し、始新世初期に消滅した。トゥーレ陸橋は、ブリテン諸島 とグリーンランドを経由して北部ヨーロッパ大陸と北アメリカ大陸を結んでいたという説がある
。フェロー諸島、アイスランド・フェロー海嶺、アイスランド、デンマーク海峡の浅い部分は、トゥーレ陸橋の一部であったと考えられている。

## 他の陸橋との関係
トゥーレ陸橋が存在したとすると、ドッガーランドとグリーンランドは結ばれていたはずである。
また、ヨーロッパから北米への陸橋は、グリーンランドとバフィン島を結ぶ デービス海峡の南部にある、無名の横断路で繋がっていたという説もある。